# Irish Open 1909
Die Irish Open 1909 waren die achte Austragung dieser internationalen Meisterschaften von Irland im Badminton. Sie fanden Anfang Februar 1909 in Ball’s Bridge in Dublin statt. Bei dieser Auflage wurden nur vier Disziplinen ausgetragen, auf die Ausspielung des Dameneinzels wurde verzichtet. Finaltag war der 8. Februar 1909.

## Finalergebnisse
| Disziplin    | Sieger                              | Finalist                                 | Ergebnis            |
| ------------ | ----------------------------------- | ---------------------------------------- | ------------------- |
| Herreneinzel | Arthur Cave                         | Frank Chesterton                         | 15–11, 15–9         |
| Herrendoppel | Frank Chesterton George Alan Thomas | Arthur Cave W. F. Cave*                  | 15–12, 13–15, 17–14 |
| Damendoppel  | Hazel Hogarth Mary K. Bateman       | Lavinia Clara Radeglia Margaret Larminie | 15–11, 15–11        |
| Mixed        | George Alan Thomas Hazel Hogarth    | Blayney Hamilton Margaret Larminie*      | 15–7, 6–15, 15–7    |

- Anmerkungen: Massey führt Meriel Lucas anstatt Margaret Larminie als Finalistin im Mixed. The Times führt als Partner von Arthur Cave im Herrendoppel nochmals Chesterton an.